# Bogaert (familie)
Bogaert was een familie van opeenvolgende drukkers en krantenuitgevers in Brugge tijdens de negentiende eeuw.

## Genealogie
- François Bogaert (Brugge, 1720-1788) x Caroline van den Broucke
  - Joseph Bogaert (1752-1820) x Marie-Madeleine Denis (1752-1832)
    - Jan Frans Bogaert (1779-1844) x Anna Verhaeghe (1784-1822), xx Theresia Selosse (1802-1842)
      - Jules Bogaert (1827- )
      - Hortense Bogaert x Désiré Duclos, apotheker
        - Adolf Duclos, kanunnik, historicus

      - Clémentine Bogaert (1831-1896) x Jean Storie (°1819), uurwerkmaker
        - Marie Storie (1855-1895) x Karel Beyaert (1848-1922), uitgever

    - Daniel Joseph Bogaert (1777-1849) x Caroline Dumortier (1783-1859).
      - Alphonse Bogaert (1824-1869) x Clementine Maignen
        - Leon Bogaert

## Joseph Bogaert
Joseph Bogaert (Brugge, 18 maart 1752 - 1820) was drukker, uitgever van boeken en kranten, rederijker en taalijveraar.

## Jan Frans Bogaert
Jan Frans Bogaert (Brussel, 8 december 1779 -  Brugge, 13 augustus 1844) huwde in 1811 met Anna Verhaeghe (Brugge, 1784-1822) en in 1825 met Theresia Selosse (Brugge, 1802-1842). Een dochter uit het eerste huwelijk trouwde met apotheker Désiré Duclos, en ze hadden als zoon de Brugse historicus en publicist kanunnik Adolf Duclos (1841-1925). Een dochter uit het tweede huwelijk trouwde met uurwerkmaker Jean Storie en hun dochter trouwde met Karel Beyaert (1848-1922), drukker-uitgever, die behoorde tot een uitgebreide familie van drukkers en uitgevers. Bij zijn overlijden liet Jan-Frans vier minderjarige kinderen achter, waarvan de oudste, Jules Bogaert, 17 jaar was.
Jan Frans Bogaert werkte samen met zijn vader en werd zijn opvolger. Beiden waren in eenklank wat betreft de taalijver. Jan Frans Bogaert was actief in de Rederijkerskamer van het H. Kruis, in de Maatschappij voor Vaderlandsche Taal- en Letterkunde (hij gaf er in 1820 een lezing over de taaleenheid tussen Noord en Zuid) en in de Maatschappij tot Nut van ’t Algemeen. In 1830 slaagde hij erin de delicate bocht te nemen die hem toeliet in het Belgisch koninkrijk onverminderd te kunnen doorwerken.
Behalve enkele publicaties voor de Rederijkerskamer en voor de Maatschappij voor Vaderlandsche Taal en Letterkunde publiceerde zoon Bogaert relatief weinig boeken. Het was als uitgever van een jaarlijkse almanak en vooral van de Gazette van Brugge dat hij in het spoor van zijn vader liep. Hij bleef hierbij een actief taalijveraar en ontsnapte aan de invloeden die na 1830 op versnelde wijze de verfransing tot stand brachten, ook in zijn eigen familie. Aan zijn blad gaf hij een toon en inhoud die het aanvaardbaar maakten voor de commerciële middenstand van de stad en de provincie, met af en toe eens een voorzichtige nostalgie naar Oranje. Over het algemeen bleef het blad een onpartijdige en neutrale koers volgen, los van al te scherpe polemieken, ook toen vanaf 1837 een paar nieuwe en meer militante kranten (Le Nouvelliste, Journal de Bruges en in hun kielzog de Standaerd van Vlaenderen) de rivaliteiten binnen het Brugse politieke wereldje in de openbaarheid brachten. In die zin kan men het blad van Bogaert als het laatste unionistisch  blad in Brugge beschouwen.
Naast zijn activiteiten als uitgever en boekhandelaar bekleedde Bogaert ook het ambt van griffier op het vredegerecht, in de lijn van de ambten uitgeoefend door zijn schoonvader Franciscus Verhaeghe (griffier verbonden aan de rechtbank van eerste aanleg) en zijn schoonbroer Franciscus Thomas Verhaeghe (griffier verbonden aan het vredegerecht en later vrederechter).

## Jules Bogaert
Na het overlijden van Jan Frans Bogaert deed zijn zoon Jules nog een poging om de drukkerij en de krantenuitgeverij verder te beheren maar het was duidelijk boven de krachten van de nog zeer jonge man. Begin december 1845 werd het volledige handelsfonds verkocht aan Louis Bernard Herreboudt. Dit betekende het einde van meer dan zestig jaar (met de Brusselse periode van Joseph Bogaert, vijfenzeventig jaar) ononderbroken activiteiten, waaraan Jan Frans Bogaert bijna vijftig jaar had deelgenomen door het uitgeven van Brugges oudste en langst gepubliceerde krant, de Gazette van Brugge.

## Daniel Joseph Bogaert
Daniel Joseph Bogaert (Brussel, 6 september 1777 - Brugge 17 september 1849) was drukker, boekhandelaar, antiquaar, krantenuitgever en industrieel. Hij trouwde met Caroline Dumortier (Oostende 1783 – Brugge 1859), dochter van de succesvolle aannemer en architect Hubert Dumortier, bij wie hij vijf dochters kreeg, die huwden binnen de liberale Brugse burgerij, en één zoon, de latere drukker Alphonse Bogaert.
Daniel Bogaert richtte in mei 1806 zijn eigen drukkerij en boekhandel op, eerst in de Vlamingstraat, daarna in de Philipstockstraat, onder de naam Au dépôt des lois et des nouveautés.
Als boekhandelaar nam hij een plaats in die na de verdwijning van Joseph De Busscher en Joseph Van Praet gedeeltelijk was vrijgekomen. Hij adverteerde bestendig voor de laatste nieuwigheden, die even snel als in Parijs bij hem verkrijgbaar waren. Hij was de afgevaardigde van de Société pour l’émancipation intellectuelle, voor wiens Journal des connaissances utiles hij inschrijvingen noteerde. Daarnaast was hij ook antiquaar: talrijke catalogi voor publieke veilingen werden door hem opgesteld en vele verkopingen door hem geleid.
Ook als drukker en uitgever was Bogaert-Dumortier actief. Onder het Franse keizerrijk werd hij de drukker van de semi-officiële Société d'agriculture en drukte hij voor het Leiedepartement, maar ook voor de vrijmetselaarsloge La Réunion des Amis du Nord. Van Joseph Saint-Genois de Grandbreuck drukte hij enkele delen van diens ambitieuze Recueil général des régistres de baptêmes, mariages et décès (1808 e.v.).
Onder het Verenigd Koninkrijk der Nederlanden paste Bogaert zich aan. Hij drukte weleens, afwisselend met zijn broer, voor de Maatschappij voor Taal en Letterkunde, maar het was toch vooral de te Brugge verblijvende Franstalige intelligentsia, onder meer verschillende atheneumleraars, die bij hem publiceerde. Als zijn voornaamste uitgaven zijn te vermelden:
- de platenboeken van stadsarchitect Jean-Brunon Rudd, Collection des plans, coupes, élévations, voutes, plafonds, etc. des principaux monuments d’architecture etde sculpture de la ville de Bruges (…) (1842).
- Van Pierre Bergeron publiceerde hij heel wat, o.m. zijn talrijke Latijnse verzen ter ere van koning Willem I.
- Van Louis-Vincent Raoul drukte hij in forse volumes diens vertalingen in het Frans van Juvenalis, Horatius en anderen.
- Van Henri Moke publiceerde hij zijn eerste historische werken.
- Van François de Serret publiceerde hij een Mémoire sur les empiètements de la mer (1817).
- Van de uit Doornik afkomstige Brugse handelaar Lienart-Odevaere publiceerde hij een eigenaardig toneelstuk L'Anglomanie (1823).

In tegenstelling tot zijn vader en zijn broer, was Bogaert-Dumortier volledig geïntegreerd in de verfranste burgerij, die een soort penitentietijd doormaakte onder het Verenigd Koninkrijk. Geen wonder dat hij op 9 juli 1829 aanwezig was op het Banquet Patriotique dat het eerste signaal gaf voor het plaatselijk verzet tegen koning Willem. De revolutie van 1830 vond in hem dan ook een enthousiaste propagandist. Van Pierre Bergeron, die het geweer van schouder had veranderd, publiceerde hij een Hommage aux Belges (1830). Hij drukte ook La Brugeoise, chant patriotique belge sur l’air de la Marseillaise (1830) en werd hij de Brugse verdeler van het officiële blad L'Union Belge.
Voortaan had de uitgeverij-drukkerij Bogaert-Dumortier definitief de wind in de zeilen. Bogaert was de drukker van de Société Littéraire en van de Société des arbalétriers de St.-Georges, terwijl de lokale auteurs die in het Frans publiceerden, zich bleven tot hem wenden. Dit was het geval met:
- hypotheekbewaarder P. de Ridder voor zijn boek over de hypotheekwetgeving (1831);
- ambtenaar Buysse voor zijn Manuel des employés de l’enrégistrement (1839) en zijn Dictionnaire des contraventions aux lois du notaire (1842);
- J. Coppé voor zijn Projet de loi organique des tribunaux militaires (1843);
- dokter Constant Crommelinck, schoonzoon van Daniel Bogaert, voor zijn geneeskundige werken.

Hij werd ook de uitgever van enkele werken van de historicus Joseph-Octave Delepierre, van wie hij in 1835 de Aventures de Tiel Ulenspiegel publiceerde en in 1837 de Guide dans Bruges, het eerste echte gidsboekje voor Brugge, waarvan verschillende herdrukken volgden. Samen met J. Buffa gaf hij in 1840 het tweede deel uit van Delepierres Album Pittoresque de Bruges.
Door zijn huwelijk was Daniel Bogaert verwant met een aantal voorname leden van de Brugse bourgeoisie, o.m. met schepen Ch. A. Doudan (zijn schoonbroer) en met stadssecretaris Vincent Deljoutte-Doudan. Onder zijn schoonzoons had hij aanzienlijke lokale figuren zoals de barge-uitbater Jan Torreborre, de brouwer François Mabesoone en de ijzergieter Joseph De Jaegher, die een bedrijf oprichtte dat tot op vandaag eerst onder de naam La Brugeoise, tegenwoordig onder de naam Bombardier bestaat. Bogaert was ook reder en deelgenoot in een paar industriële vennootschappen, waar hij o.m. Aloïs de Vrière en William Chantrell als partners had.
Zijn drukkerij en uitgeverij werden in stijgende mate de spreekbuizen voor de burgerlijke liberale strekking, die gedurende vele jaren het lokale politieke leven bleef beheersen.

## Alphonse Bogaert
Alphonse Bogaert (Brugge, 11 februari 1821 - 28 mei 1869) trouwde met Clementine Maignien (Brugge, 1822-1869), dochter van Gabriël Maignien, atheneumleraar en van Agnès Vasseur, directrice van een privé-meisjesschool. Vier kinderen bereikten de volwassen leeftijd, onder wie zijn opvolger, drukker Leon Bogaert.
Vanaf 1840 kwam Alphonse bij zijn vader werken. Het politieke klimaat was grondig veranderd en dit had ook invloed binnen het wereldje van de drukkers. De Franstalige bourgeoisie was sedert 1837 verdeeld tussen lezers van het katholiek-unionistische blad Le Nouvelliste van J.P. Van Hoorenbeke en het gematigd liberale Journal de Bruges van Philippe Chrétien Popp. Bogaert had zich beperkt tot het adverteren voor zijn boekhandel en zijn publicaties in de Gazette van Brugge van zijn broer en in de Journal de Bruges, maar voelde de noodzaak aan om een eigen huisorgaan te hebben. In 1840 stichtten vader en zoon dan ook de Annonce de Bruges et de la Province, die zij in 1844 omdoopten tot L'Impartial de Bruges. Dit blad werd de spreekbuis van het meer radicaal-liberale gedeelte van de plaatselijke burgerij en liet hiermee een nieuwe stem horen in het Brugse politieke debat, dat voortaan zowel binnen het liberale kamp als tussen liberalen en klerikalen een heel wat polemischer en strijdlustiger toon kreeg.
De jonge Bogaert gaf aan de drukkerij van zijn vader een nieuwe impuls, waarbij hij niet terugschrikte voor het publiceren van politiek en maatschappelijk explosieve geschriften, onder meer van auteurs die behoorden tot de kring van radicaal-liberalen uit Brugge en ommeland:
- In 1846 en 1847 drukte hij twee heftige antiklerikale pamfletten van de gesuspendeerde priester Benoît Beeckman.
- In 1849 publiceerde hij De burgerschool of de rechtveerdighjeid tegen d’onrechtveerdigheid (…) een volumineus werk, geschreven door de onevenwichtige François Van Belleghem (Oostkerke 1818 – Brugge 1878), die hard van leer trok tegen de Brugse bourgeoisie.
- In 1855 publiceerde hij van Jan De Simpel Lettres à un prélat sur l’envahissement du clergé dans la politique.
- In 1859 publiceerde hij het verhaal van Jozef Muuls, directeur van het octrooi, over een liberaal ambtenaar die door een katholiek gemeentebestuur vervolgd werd.
- François Perlau schreef over L’extinction du paupérisme (1846).
- Dr. René van Oye publiceerde een project voor de ontginning van het Vrijgeweid-gebied (1846).
- Baron Ernest Peers schreef talrijke boekjes over landbouwproblemen (1847, 1850, 1853, 1855).
- Havenkapitein De Gobart publiceerde zijn voorstel voor een grote vluchthaven in Blankenberge verbonden met Brugge door een zeekanaal (1848).
- De griffier van de Oostendse handelsrechtbank J.B. Lauwers schreef over de Zeemacht (1848).
- Architect Isidore Alleweireldt publiceerde zijn voorstel voor een nieuwe stadsschouwburg (1848).
- Louis Seresia deed voorstellen voor een belastinghervorming (1848).
- De Oostendse stadssecretaris Emile de Brouwer schreef traktaten over industrie en handel (1848, 1850, 1851).
- De vermogende eigenaar Pierre Bortier (1805-1879) schreef zijn zienswijze en toekomstplannen neer over de Belgische kusthavens (1856 en 1861).
- De Oostendse geneesheer Désiré de Jumné scheef een pamflet tegen de aanwezigheid van de geestelijkheid in het gemeentelijk onderwijs (1863).
- De Gentse professor Ernest Discailles publiceerde een brochure over de Ligue de l’enseignement (1866).

Bogaert was al even actief in het publiceren van toeristische en geschiedkundige werken over Brugge, waarbij Jan Perneel, J. Gailliard, Joseph-Octave Delepierre en later rijksarchivaris Em. Van den Bussche zijn voornaamste auteurs waren. Hij gaf ook albums en catalogi van de Stadsbibliotheek en van het Museum voor Schone Kunsten uit.
Hij publiceerde ook literair werk, onder meer talrijke toneelwerken in het Nederlands van de hand van zijn medewerker Jan Goddefroy en was eveneens actief in het clandestien en onwettig nadrukken van Franse auteurs.
De talrijke pedagogische werken en schoolboeken die van de persen van Bogaert rolden, kwamen alle uit de hoek van het vrijzinnige of althans liberale deel van de leerkrachten uit het rijksonderwijs: Joseph Cochaux, Franz Retsin, Jan Brans, Charles Vercamer, Louis Leclercq, Adrien Meynne, enzovoort.
Een van de voornaamste activiteiten van Bogaert werd het uitgeven van L'Impartial de Bruges, die in concurrentie met het gematigd liberale Journal de Bruges de spreekbuis werd van de radicaal-liberale bourgeoisie in Brugge. De toon van de krant was meestal strijdlustig, zowel tegenover klerikalen als tegenover het te gematigd bevonden deel van de liberale partij. Het werd een zeer gelezen en besproken orgaan in de Brugse en zelfs in de nationale politieke kringen, omdat bekend was dat de grijze eminenties achter de krant tot de liberale kopstukken van de stad behoorden, onder meer provinciaal griffier Charles Devaux, stadssecretaris Vincent Deljoutte, advocaat Jan Perneel en William Chantrell. Het blad was niet bang voor polemiek en persoonlijke aanvallen en werd dan ook op dezelfde wijze door de andere kranten van antwoord gediend. Men schrikte er onder meer niet voor terug het wat chaotische privéleven van de jonge uitgever te bekritiseren of aan het licht te brengen dat hij lid was van de Brugse vrijmetselaarsloge.
In 1859 kwam het tot een breuk in het gezin Bogaert-Maignien. Terwijl de echtgenote, geholpen door haar broer Edouard Maignien, het Brugs bedrijf verder leidde, trok Bogaert naar Kortrijk, waar hij de drukkerij van F.J. Botte overnam en het liberale blad Le Mémorial de Courtrai uitgaf. Toen Clémentine Maignien begin 1869 overleed, kwam Bogaert terug naar Brugge, waar hij echter kort daarop eveneens overleed.
De betekenis van Alphonse Bogaert ligt in zijn politieke activiteiten tussen 1840 en 1860. Voor de kleine maar invloedrijke en vastberaden groep radicaal-liberalen in Brugge leverde hij logistieke ondersteuning. Zijn drukkerij-uitgeverij was het verzamelpunt van al wie in en rond Brugge de antiklerikale (en zelfs antigodsdienstige) en radicaal-liberale maatschappijvisie aankleefde.

## Leon Bogaert
De zoon van Alphonse, de jonge Leon Bogaert leidde nog een paar jaar de drukkerij-uitgeverij. L'Impartial de Bruges kende toen een opmerkelijke zwenking: het werd – onder invloed van kanunnik Adolf Duclos, neef van de uitgever? - een katholiek blad met Guido Gezelle als redacteur. In 1873 verdwenen blad en drukkerij definitief. Leon verdween uit Brugge.